# Le choix de Juana
Le choix de Juana (La historia de Juana) est une telenovela mexicaine produite par W Studios pour Televisa et diffusée entre le 3 juin 2024 et le 30 août 2024 sur Las Estrellas.
En France, elle est diffusée entre le 9 juillet 2025 et le 7 octobre 2025 sur Novelas TV.

## Synopsis
La vie de Juana Bravo bascule le jour où, à la suite d’une erreur médicale, elle tombe enceinte par insémination artificielle. Vierge et bouleversée par cette situation improbable, Juana se retrouve malgré elle liée à Gabriel Rubio, un homme puissant et influent, avec lequel elle pense n’avoir rien en commun.
Mais au fil du temps, leurs chemins s'entrelacent, et une relation inattendue se tisse entre eux. Contre toute attente, ils découvrent une connexion profonde et une histoire d’amour qui défie les normes sociales autant que leurs propres certitudes. Ensemble, Juana et Gabriel devront affronter les obstacles, les jugements et les différences qui les séparent, dans l’espoir de construire un avenir commun.

## Fiche technique
- Titre original : La historia de Juana
- Titre français : Le choix de Juana
- Création : Perla Farías d'après Juana la Virgen
- Réalisation : Rolando Ocampo, Luis Manzo et Carlos Santos
- Scénario : Perla Farías, Verónica Suárez, Basilio Álvarez et Felipe Silva
  - Développement : Rogelio Croda, Mario Sánchez Luján, Evelyn Díaz Lara, Virginia Camet et Santiago Hernández
- Musique : Mauricio Arroyo, Álvaro José Valencia, Daniel Obregón, Salvador Cartas Güereña et Octavio Castañeda
- Production : Jorge Sastoque Roa
  - Production exécutive : Patricio Wills
- Société de production : Televisa
- Société de distribution : Televisa Internacional
- Pays :  Mexique
- Langue : espagnol
- Format : Couleur - HDTV 1080i - 16/9 - Son stéréophonique
- Genre : telenovela
- Durée : 60 minutes
- Dates de première diffusion :
  - Mexique : 3 juin 2024 sur Las Estrellas
  - France : 9 juillet 2025 sur Novelas TV

## Distribution
- Camila Valero (es) : Juana Guadalupe Bravo
- Brandon Peniche : Gabriel Rubio
- Fabiola Guajardo (es) : Camila Montes
- Cynthia Klitbo (es) : Josefina Sosa de Bravo
- Irina Baeva : Paula Fuenmayor
- Grettell Valdez : Jenny Bravo
- Mario Morán : Felipe Bravo
- Alexis Ayala : Rogelio Fuenmayor
- Henry Zakka : Guillermo
- Moisés Arizmendi : Salvador Castillo
- Omar Germenos : Carlos Poza
- Carlos Gatica : David Ayala
- Daniela Cordero : Enriqueta Valdez
- Luis Gatica : Ramón Bravo
- Valentina Buzzurro : Margarita Bravo
- Issabela Camil : Amparo Robledo
- Federico Espejo : Manuel Fuenmayor
- Gabriela Carrillo : Inés Campos
- Natalia Payán : Daniela Rojas
- Ara Saldívar : Yadira Soto
- Paly Duval : Viviana Sola
- Daniela Cristo : Susana Ramírez
- David Lopez : César
- Juanjo Ramosanz : Pepito

## Production
Le tournage de la télénovela Le choix de Juana a débuté le 5 décembre 2023. La liste complète des acteurs a été publiée le lendemain. La télénovela compte 65 épisodes confirmés pour la diffusion.

## Version française
La version française est assurée par Studio Plug-in au Maroc.
Avec les voix de Nicolas Reydet, Nawal Lamrini, Christophe Cérino, Dounia Elmedkouri, Guillaume Escaffre, Vanessa Lefebvre, Alex Pinault, Fanny Dalmau, Farida Hamou, Mounia Bennis, Anna Fhima, Eric Cuvelier, Jean-Albert Margaine, Salma Eddlmi, Letizia Costantini, Nathalie Leplay, Hamza Toujri, Elias Ezzouine, Emmanuelle Brindel, Olivier Mutelet, Fatine Benkiran, Claire Staub, Michael Paolinetti, Sophie Pastrana et Antoine Pinault.

## Diffusion
- Las Estrellas (2024)
- Univision (2024)
- Novelas TV (2025)

## Autres versions
- Juana la Virgen (2002)
- Ek Ladki Anjaani Si (एक लड़की अंजानी सी) (2005-2007)
- Majka (2009-2010)
- Le chemin de l'innocence (2014)
- Jane the Virgin (2014-2019)
- Hayat Mucizelere Gebe (2015-2016)
- Parthena Zoi (Παρθένα Ζωή) (2017-2018)
- Bat-El Habetula (בת אל הבתולה) (2019)
- Miss Farah (الآنسة فرح) (2019-2022)
- Woori the Virgin (우리는 오늘부터) (2022)